# Història d'Oceania

Les migracions polinèsies van poblar la major part d'Oceania

El poblament d'Oceania comença fa uns 40.000 anys amb l'arribada a Austràlia de poblacions procedents d'Àsia, però les illes del Pacífic van estar deshabitades fins a les migracions polinèsies entre el 1300 aC i el 1200 dC. Al segle xvi hi arriben els primers europeus, però la colonització s'estén sobretot al segle xix i dura fins a mitjan segle xx. A finals del segle XIX va començar l'estudi etnològic d'Oceania des de Hawaii i Nova Zelanda, però l'estudi sistemàtic de la història d'Oceania no comença fins als treballs de camp d'Edward Winslow Gifford a Viti Levu, Fiji.

## Prehistòria d'Oceania
Els primers pobladors d'Austràlia, Nova Guinea i les grans illes situades a l'est van ser Homo sapiens sapiens procedents del sud-est asiàtic fa entre 50.000, quan l'Home de Neandertal encara vivia a Europa. Els aborígens australians tenen l'origen en els africans que van migrar a Àsia i posteriorment a l'illa oceànica fa més de 40.000 anys, com acrediten els esquelets trobats al llac Mungo, els melanesis provenen d'un encreuament entre Homo sapiens i els denissovans asiàtics, els polinesis provenien de les illes indonèsies, poblades al seu torn per emigrants de Taiwan, concretament en una migració que va tenir lloc entre els anys 1400 aC i 900 aC segons l'illa. Per als micronesis no es disposa d'excavacions arqueològiques fiables, però a partir de la reconstrucció lingüística se suposa un origen similar. Els habitants originals del grup d’illes que ara s'anomenaven Melanèsia eren probablement els avantpassats de l’actual gent de parla papú, que migrant del sud-est asiàtic, sembla que han ocupat aquestes illes tan a l'est com les principals illes de l'arxipèlag de les Illes Salomó, incloent Makira i possiblement les illes més petites més a l'est.

## Exploracions europees a Oceania

### Segle XVI
En el primer viatge de circumnavegació del globus, Fernando de Magallanes va albirar les Illes Mariannes i altres illes d'Oceania el 1521, abans de trobar la mort a les Filipines. Segons una teoria força controvertida, els portuguesos podrien haver arribat en aquesta època a Austràlia (Cristóvâo de Mendonça a Botany Bay, l'any 1522, i tres anys més tard Gomes de Sequeira al nord-est). Poc després, altres mariners portuguesos es van unir a l'exploració de la zona: el 1525 Diogo da Rocha descobrí les Illes Carolines (més concretament, l'atol Ulithi), visitades més abastament l'any següent pel mariner de la flota de Castella, Toribio Alonso de Salazar; i el 1526 Jorge de Meneses arriba a Nova Guinea. Altres exploradors de la zona en aquesta època foren Luis Váez de Torres, Miguel López de Legazpi, García Jofre de Loaisa, Álvaro de Mendaña i Ruy López de Villalobos.

### Seglexvii

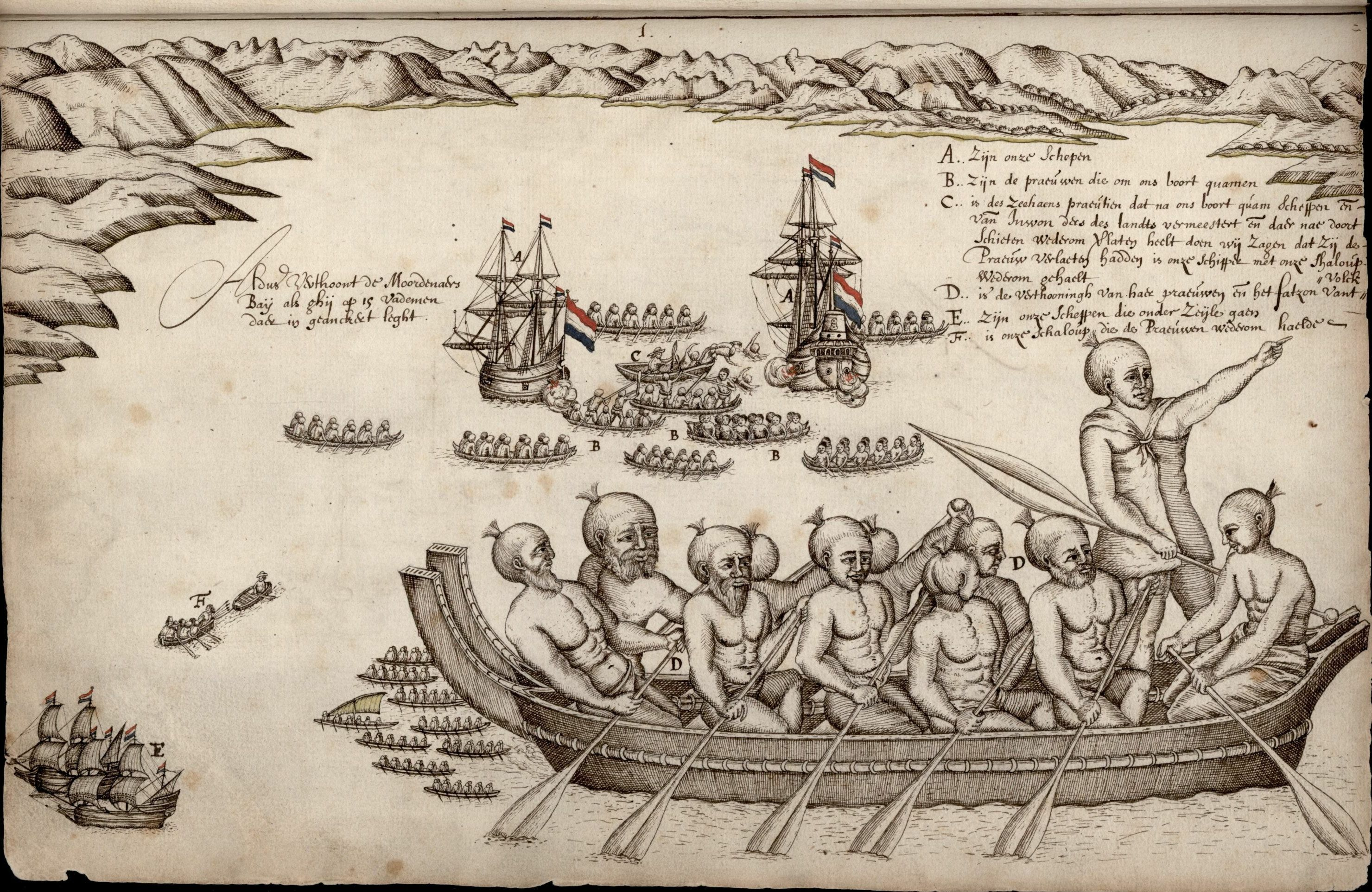
La primera representació europea dels maoris és aquesta del 1642 a partir de l'exploració d'Abel Tasman

També els holandesos navegaren per la regió, i Abel Tasman va recórrer el litoral d'Austràlia al 1642, arribà a l'illa que en el seu honor es va anomenar Tasmània, i a les illes Tonga, Illes Fiji i Nova Guinea Alemanya. Mentrestant des d'Acapulco (Mèxic) i Callao (Perú) van partir expedicions que trobaren nombroses illes del Pacífic.

### Seglexviii

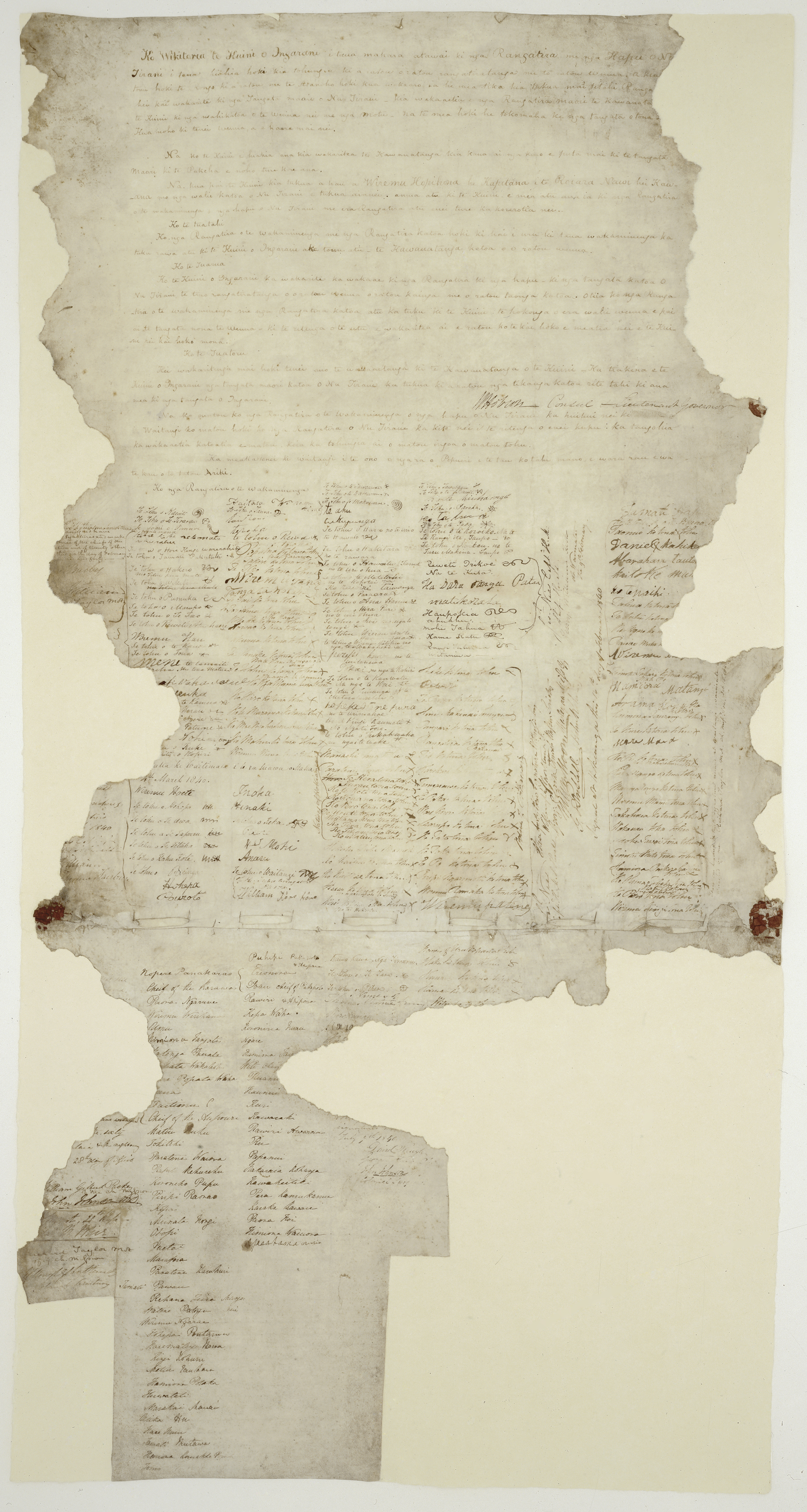
El tractat de Waitangi

Les rivalitats portugueses, espanyoles i holandeses van ser reemplaçades per les dels anglesos i francesos al segle xviii. Entre 1764 i 1770 exploraren la zona John Byron, Samuel Wallis, Philip Carteret i altres, que van recórrer Tahití, Samoa, les Illes Salomó i Noves Hèbrides. Per la seva banda, l'anglès James Cook va realitzar tres viatges per les illes de Pacífic entre 1768 i 1779, i va arribar a les Illes de la Societat, Nova Zelanda, Illes Marqueses, Noves Hèbrides i Hawaii.
Els francesos exploraren les illes simultàniament amb els anglesos. Entre 1826 i 1840 ho va fer Jules Dumont d'Urville, i després Jean-François de La Pérouse entre 1785 i 1787. Tots aquests viatges van determinar el repartiment d'Oceania entre les potències colonitzadores: Regne Unit, Països Baixos, França, Espanya, Portugal, Estats Units i Alemanya en menor mesura.

### Seglexix
La colonització britànica d'Austràlia començà el 1787, amb l'arribada de la First Fleet i la fundació de Sydney, seguida per l'expansió per la zona litoral del sud-est, on encara hi ha les principals ciutats, i després a l'interior. Com a conseqüència de la pressió colonitzadora i de les malalties importades, la població d'aborígens d'Austràlia disminuí dràsticament i la de Tasmània gairebé va desaparèixer.
A Nova Zelanda la situació més avançada de la població maori va fer que la colonització seguís un altre curs, a inicis del segle xix amb establiments costaners que no van ser rebutjats, posteriorment amb l'annexió mitjançant el tractat de Waitangi signat entre els britànics i els caps de l'illa del Nord el 1840, i finalment amb les guerres entre maoris i colonitzadors quan aquest tractat no fou respectat a la dècada de 1860.
Durant el segle xix la resta d'arxipèlags del Pacífic acaben sent colonitzats, en alguns casos per l'impuls de productes específics, com els boscos de sàndal de les Fiji (annexionades pel Regne Unit el 1874), el níquel de Nova Caledònia (a França el 1874) o les plantacions de canyamel i pinya de Hawaii (als Estats Units el 1898).

### Seglexx
A finals del segle xix i principis del xx, van començar els desitjos d'independència a les colònies, Austràlia i Nova Zelanda, el 1901 i el 1907 van obrir el camí als altres països cap a la independència. Els països més febles i pobres van trigar molt a declarar-se independents, el 1962, Samoa va declarar la independència de Nova Zelanda, que l'havia ocupat anys enrere; després Nauru el 1968; Fiji i Tonga el 1970; Illes Salomó i Tuvalu el 1978; els Estats Federats de Micronèsia i Kiribati el 1979 (encara que no va ser reconeguda per Micronèsia fins al 1990); Vanuatu el 1980; les Illes Marshall el 1990 i Palau el 1994 els van seguir en el procés de llibertat. Van formar el Fòrum de les Illes del Pacífic i encara avui intenten ajudar països com Guam, Nova Caledònia i Polinèsia Francesa, que encara romanen sota el mandat de potències.